# Glen Vella
Glen Vella, född 14 maj 1983, är en maltesisk sångare. År 2010 utsågs han till Maltas bästa manliga artist.
Den 12 februari 2011 vann han den maltesiska nationella uttagningen till Eurovision Song Contest 2011 med låten "One Life" och representerade därför Malta i Düsseldorf. Vella slogs ut i den första semifinalen där han var en placering ifrån att komma med i finalen. 

Han har tidigare varit med vid Junior Eurovision Song Contest 2010, där han coachade Maltas deltagare, Nicole Azzopardi, i Minsk.

### Fotnoter
1. 1 2  ”Arkiverade kopian”. Arkiverad från originalet den 16 februari 2011. https://web.archive.org/web/20110216055742/http://www.glen.com.mt/. Läst 13 februari 2011.
2. ↑  ”Arkiverade kopian”. Arkiverad från originalet den 21 februari 2011. https://web.archive.org/web/20110221033242/http://escdaily.com/articles/11765. Läst 12 februari 2011.